# ویکی‌پدیوکراسی
ویکی‌پدیوکراسی (انگلیسی: Wikipediocracy) وبگاهی برای بحث و نقد ویکی‌پدیا است. اعضای آن اطلاعاتی در مورد جنجال‌های ویکی‌پدیا در اختیار رسانه‌ها قرار داده‌اند. این وبگاه در مارس ۲۰۱۲ توسط کاربران ویکی‌پدیا ریویو، یکی دیگر از سایت‌های منتقد ویکی‌پدیا، تأسیس شد.